# Xã Allen, Quận Noble, Indiana
Xã Allen (tiếng Anh: Allen Township) là một xã thuộc quận Noble, tiểu bang Indiana, Hoa Kỳ. Năm 2010, dân số của xã này là 7.134 người.